# Seznam prezidentů Albánie

Vlajka albánského prezidenta
Poměr stran: 1:1

Prezident Albánie je hlavou státu a vrchním velitelem armády. Funkční období je pětileté s možností jednoho znovuzvolení. Prezidenta volí Národní shromáždění, tedy jednokomorový parlament, ke zvolení je třeba tří pětin hlasů ze 140 členů.

## Pravomoce prezidenta
1. Prezident má právo vracet návrhy zákonů parlamentu, uděluje milosti, propůjčuje řády a vyznamenání. Podepisuje smlouvy, vyhlašuje volby a referenda.
2. Není-li prezident způsobilý výkonu funkce, např. rezignací, odvoláním, zdravotní nezpůsobilostí nebo úmrtím, podle albánské ústavy přebírá pravomoci předseda Národního shromáždění do doby, než bude zvolen nový prezident nebo stávající bude znovu způsobilý výkonu funkce.

## Chronologický přehled
| Pořadí | Jméno           | Portrét        | Subjekt | Subjekt                           | Začátek a konec v úřadu | Začátek a konec v úřadu | Dny v úřadu |
| ------ | --------------- | -------------- | ------- | --------------------------------- | ----------------------- | ----------------------- | ----------- |
| 1.     | Ahmet Zogu      | Ahmet Zogu     |         | nezávislý                         | 31. ledna 1925          | 1. září 1928            | 1309        |
| 2.     | Ramiz Alia      | Ramiz Alia     |         | Albánská strana práce             | 30. dubna 1991          | 3. dubna 1992           | 339         |
| —      | Kastriot Islami |                |         | Socialistická strana              | 3. dubna 1992           | 6. dubna 1992           | 3           |
| —      | Pjetër Arbnori  |                |         | Demokratická strana               | 6. dubna 1992           | 9. dubna 1992           | 3           |
| 3.     | Sali Beriša     | Sali Beriša    |         | Demokratická strana               | 9. dubna 1992           | 24. červenec 1997       | 1932        |
| 4.     | Redžep Meidani  | Redžep Meidani |         | Socialistická strana              | 24. červenec 1997       | 24. červenec 2002       | 1826        |
| 5.     | Alfred Moisiu   | Alfred Moisiu  |         | Nezávislý                         | 24. červenec 2002       | 24. červenec 2007       | 1826        |
| 6.     | Bamir Topi      | Bamir Topi     |         | Demokratická strana               | 24. červenec 2007       | 24. červenec 2012       | 1827        |
| 7.     | Bujar Nishani   | Bujar Nishani  |         | Demokratická strana               | 24. červenec 2012       | 24. červenec 2017       | 1826        |
| 8.     | Ilir Meta       | Ilir Meta      |         | Socialistické hnutí pro integraci | 24. červenec 2017       | 24. červenec 2022       | 1826        |
| 9.     | Bajram Begaj    | Bajram Begaj   |         | nezávislý                         | 24. červenec 2022       | úřadující               | 1122        |